# Erastianesimo
L'erastianesimo o erastianismo, dal nome del suo autore il teologo Tommaso Erasto, è una dottrina filosofica elaborata nel secolo XVI, che sostiene la superiorità dello Stato in materia religiosa sulla Chiesa. Lo Stato, nel pensiero erastiano, risulta essere depositario sulla terra di autorità ultima sull'espressione e sulla pratica delle credenze religiose e dell'organizzazione ecclesiastica. Secondo tale dottrina lo Stato detiene, cioè, il diritto di intervenire e di imporre la sua volontà negli affari della Chiesa.

## Storia del pensiero
Il termine "erastianesimo" viene coniato e passa come tale all'uso corrente solo nella metà del XVII secolo, durante e dopo i dibattiti dell'Assemblea di Westminster (1643-1649) dove teologi (soprattutto calvinisti, la corrente prevalente nel tempo nella Chiesa di Inghilterra) discussero sulla forma da darsi all'organizzazione della Chiesa nel Regno Unito e sui rapporti che doveva intrattenere con la Corona britannica. Enrico VIII e i suoi successori, infatti, avevano preso le redini della Chiesa in quel paese, sottraendola all'autorità ecclesiastica o comunque imponendole la loro volontà. Richard Hooker aveva scritto già in favore della supremazia del governo secolare nell'opera Ecclesiastical Polity (il governo ecclesiastico) del 1594. Il giurista Thomas Hobbes, gli eruditi John Selden e Bulstrode Whitelocke si distinsero nei dibattiti dell'Assemblea di Westminster come i sostenitori più accreditati ed influenti di coloro che sostenevano la supremazia dello Stato sulla Chiesa.
Fra le giustificazioni addotte a questa pratica (che poi avrebbe prevalso) erano le argomentazioni a suo tempo esposte da Thomas Erastus (1524-1583), teologo svizzero e medico, nella sua opera Explicatio gravissimae, che dopo la prima edizione in latino, pubblicata su iniziativa di Giacomo Castelvetro nel 1589, sarebbe successivamente apparsa in inglese dapprima nel 1659 con il titolo The Nullity of Church Censures ("L'invalidità delle misure disciplinari della Chiesa") e poi ancora nel 1682 con il titolo A Treatise of Excommunication ("Trattato sulla scomunica"). Nella città di Heidelberg, al tempo di Erasto, vi era un forte partito calvinista condotto da Kaspar Olevianus che voleva introdurre il governo e la disciplina presbiteriana nella chiesa. Sorse, così, una controversia ed Erasto mise fortemente in evidenza il diritto dello Stato di intervenire nelle cose della Chiesa. Egli sosteneva che quest'ultima non avesse alcuna autorità scritturale di scomunicare alcuno dei suoi membri. Dato che Dio aveva affidato al magistrato civile (cioè allo Stato) il governo visibile, in un paese cristiano la chiesa non ha alcun potere di repressione autonomo rispetto allo Stato. I poteri delle due autorità vanno considerati distinti e allo Stato va assegnato potere di coercizione sull'autorità ecclesiastica.
La Chiesa può semplicemente ammonire o censurare i trasgressori per quanto attiene al suo campo ecclesiale e comunitario. L'azione punitiva appartiene soltanto al magistrato civile. La Chiesa non ha diritto di escludere i trasgressori dai sacramenti. Lo storico John Neville Figgis definisce questa teoria "la teoria che la religione è creatura dello Stato". Generalmente vuole significare che lo Stato possiede la supremazia nelle cause ecclesiastiche, ma Erasto faceva riferimento solo ai poteri disciplinari della chiesa. La questione risaliva, però, già all'antichità, sin dai tempi in cui gli imperatori romani diventano cristiani, e il rapporto fra autorità civili ed ecclesiastiche divenne subito problematico. Sarebbe stata poi pratica universalmente accettata, fino ai tempi moderni, che lo Stato potesse punire gli eretici o metterli a morte.
All'Assemblea di Westminster questa concezione, definenita "erastiana", venne respinta, benché Erasto proponesse una versione più articolata e meno radicale dei rapporti fra Chiesa e Stato. Si decise che la Chiesa e lo Stato avessero così autorità su sfere separate ma coordinate, finalizzando il loro agire alla sola gloria di Dio. Il termine "erastianesimo" da quel momento in poi sarebbe diventato comune nella letteratura soprattutto delle chiese presbiteriane e riformate. Ciò che passa sotto la definizione di erastianesimo, in realtà, dovrebbe essere meglio collegato al pensiero di Ugo Grozio.
La Chiesa di Inghilterra, dopo la sconfitta del partito calvinista e presbiteriano (che prevaleva solo in Scozia) viene fatta coincidere colla concezione "erastiana" dei rapporti fra Stato e Chiesa, per il fatto che i vescovi siano nominati dalla Corona e che i cambiamenti nell'ambito della liturgia pubblica debbano avere il consenso del Parlamento.